# Каза Фајни (Гросето)
Каза Фајни је насеље у Италији у округу Гросето, региону Тоскана.
Према процени из 2011. у насељу је живело 16 становника. Насеље се налази на надморској висини од 582 м.